# Hollister (Californië)
Hollister is een plaats (city) in de Amerikaanse staat Californië, en valt bestuurlijk gezien onder San Benito County.

## Demografie
Bij de volkstelling in 2000 werd het aantal inwoners vastgesteld op 34.413.
In 2006 is het aantal inwoners door het United States Census Bureau geschat op 35.690, een stijging van 1277 (3,7%).

## Geografie
Volgens het United States Census Bureau beslaat de plaats een oppervlakte van
17,0 km², geheel bestaande uit land. Hollister ligt op ongeveer 85 m boven zeeniveau.

## Plaatsen in de nabije omgeving
De onderstaande figuur toont nabijgelegen plaatsen in een straal van 32 km rond Hollister.

## Geboren
- Donald Blessing (1905-2000), stuurman